# Česká 3. Liga Amerického Fotbalu 2016
La Česká 3. Liga Amerického Fotbalu 2016 è la 4ª edizione del campionato di football americano di terzo livello, organizzato dalla ČAAF.

## Squadre partecipanti
| Club                  | Città            | Stadio | Sponsor ufficiale | Risultato nella stagione 2015 |
| --------------------- | ---------------- | ------ | ----------------- | ----------------------------- |
| Brno Alligators       | Brno             |        |                   |                               |
| Brno Pitbulls         | Brno             |        |                   |                               |
| Budweis Hellboys      | České Budějovice |        |                   |                               |
| Karlovy Vary Warriors | Karlovy Vary     |        |                   |                               |
| Pardubice Stallions 2 | Pardubice        |        |                   |                               |
| Prague Mustangs       | Praga            |        |                   |                               |
| Přerov Mammoths       | Přerov           |        |                   |                               |
| Trutnov Rangers       | Trutnov          |        |                   |                               |
| Znojmo Knights        | Znojmo           |        |                   |                               |

## Stagione regolare

### Calendario

#### 1ª giornata
| Přerov 9 aprile 2016, ore 14:00 | Přerov Mammoths | 6 – 3 (0-0 0-3 0-0 6-0) referto | Brno Pitbulls | Viktorka (90 spett.)\| Arbitro: \| Rosíval \| |
| Arbitro:                        | Rosíval         |                                 |               |                                               |

| Praga 9 aprile 2016, ore 15:00 | Prague Mustangs | 63 – 0 (14-0 28-0 14-0 7-0) referto | Karlovy Vary Warriors | Motorlet (170 spett.)\| Arbitro: \| Hubálek \| |
| Arbitro:                       | Hubálek         |                                     |                       |                                                |

| Pardubice 10 aprile 2016, ore 15:00 | Pardubice Stallions 2 | 26 – 0 (7-0 13-0 0-0 6-0) referto | Trutnov Rangers | Letní stadion (120 spett.)\| Arbitro: \| Malý \| |
| Arbitro:                            | Malý                  |                                   |                 |                                                  |

| Znojmo 10 aprile 2016, ore 16:00 | Znojmo Knights | 7 – 27 (7-0 0-20 0-7 0-0) referto | Brno Alligators | ČAFC (168 spett.)\| Arbitro: \| Rybář \| |
| Arbitro:                         | Rybář          |                                   |                 |                                          |

#### Recuperi 1
| Karlovy Vary 17 aprile 2016, ore 15:00 | Karlovy Vary Warriors | 0 – 38 (0-7 0-11 0-14 0-6) referto | Budweis Hellboys | Drahovice (264 spett.)\| Arbitro: \| Janhuba \| |
| Arbitro:                               | Janhuba               |                                    |                  |                                                 |

#### 2ª giornata
| Brno 23 aprile 2016, ore 14:00 | Brno Alligators | 41 – 6 (6-0 22-6 6-0 7-0) referto | Přerov Mammoths | Sportovní areá Ondreje Sekory (280 spett.)\| Arbitro: \| Gazdík \| |
| Arbitro:                       | Gazdík          |                                   |                 |                                                                    |

| České Budějovice 23 aprile 2016, ore 14:00 | Budweis Hellboys | 27 – 12 (13-6 6-0 0-6 8-0) referto | Pardubice Stallions 2 | Sokolský ostrov (138 spett.)\| Arbitro: \| Kriesman \| |
| Arbitro:                                   | Kriesman         |                                    |                       |                                                        |

| Trutnov 24 aprile 2016, ore 12:00 | Trutnov Rangers | 0 – 42 (0-13 0-20 0-9 0-0) referto | Prague Mustangs | Stadion Osvobození (50 spett.)\| Arbitro: \| Malý \| |
| Arbitro:                          | Malý            |                                    |                 |                                                      |

| Znojmo 24 aprile 2016, ore 16:00 | Znojmo Knights | 35 – 0 (7-0 7-0 0-0 21-0) referto | Brno Pitbulls | ČAFC (315 spett.)\| Arbitro: \| Gazdík \| |
| Arbitro:                         | Gazdík         |                                   |               |                                           |

#### 3ª giornata
| Praga 7 maggio 2016, ore 16:00 | Prague Mustangs | 21 – 25 (14-0 0-6 7-6 0-13) referto | Pardubice Stallions 2 | Motorlet (125 spett.)\| Arbitro: \| Coufal \| |
| Arbitro:                       | Coufal          |                                     |                       |                                               |

| Přerov 8 maggio 2016, ore 14:00 | Přerov Mammoths | 0 – 41 (0-7 0-6 0-14 0-14) referto | Brno Alligators | Viktorka (150 spett.)\| Arbitro: \| Polák \| |
| Arbitro:                        | Polák           |                                    |                 |                                              |

| Karlovy Vary 8 maggio 2016, ore 15:00 | Karlovy Vary Warriors | 20 – 0 (0-0 0-0 14-0 6-0) referto | Trutnov Rangers | Drahovice (180 spett.)\| Arbitro: \| Hubálek \| |
| Arbitro:                              | Hubálek               |                                   |                 |                                                 |

| Brno 8 maggio 2016, ore 16:00 | Brno Pitbulls | 0 – 8 (0-0 0-6 0-0 0-2) referto | Znojmo Knights | Sportovní areá Ondreje Sekory (183 spett.)\| Arbitro: \| Malý \| |
| Arbitro:                      | Malý          |                                 |                |                                                                  |

#### Recuperi 2
| České Budějovice 14 maggio 2016, ore 15:30 | Budweis Hellboys | 22 – 3 (6-3 0-0 6-0 10-0) referto | Prague Mustangs | Sokolský ostrov (150 spett.)\| Arbitro: \| Moravec \| |
| Arbitro:                                   | Moravec          |                                   |                 |                                                       |

#### 4ª giornata
| Trutnov 21 maggio 2016, ore 14:00 | Trutnov Rangers | 7 – 45 (7-7 0-27 0-8 0-3) referto | Budweis Hellboys | Stadion Osvobození (47 spett.)\| Arbitro: \| Malý \| |
| Arbitro:                          | Malý            |                                   |                  |                                                      |

| Brno 21 maggio 2016, ore 16:00 | Brno Pitbulls | 0 – 83 (0-24 0-17 0-29 0-13) referto | Brno Alligators | Sportovní areá Ondreje Sekory (320 spett.)\| Arbitro: \| Moravec \| |
| Arbitro:                       | Moravec       |                                      |                 |                                                                     |

| Pardubice 22 maggio 2016, ore 15:00 | Pardubice Stallions 2 | 55 – 0 (14-0 27-0 7-0 7-0) referto | Karlovy Vary Warriors | Letní stadion (170 spett.)\| Arbitro: \| Malý \| |
| Arbitro:                            | Malý                  |                                    |                       |                                                  |

#### Recuperi 3
| Znojmo 29 maggio 2016, ore 19:30 | Znojmo Knights | 27 – 6 (0-0 21-0 6-6 0-0) referto | Přerov Mammoths | Městský stadion v Horním parku (910 spett.)\| Arbitro: \| Malý \| |
| Arbitro:                         | Malý           |                                   |                 |                                                                   |

#### 5ª giornata
| Přerov 4 giugno 2016, ore 14:00 | Přerov Mammoths | 17 – 0 (7-0 7-0 0-0 3-0) referto | Znojmo Knights | Viktorka (101 spett.)\| Arbitro: \| Moravec \| |
| Arbitro:                        | Moravec         |                                  |                |                                                |

| České Budějovice 5 giugno 2016, ore 14:00 | Budweis Hellboys | 56 – 0 (19-0 37-0 0-0 0-0) referto | Karlovy Vary Warriors | Sokolský ostrov (120 spett.)\| Arbitro: \| Hubálek \| |
| Arbitro:                                  | Hubálek          |                                    |                       |                                                       |

| Brno 5 giugno 2016, ore 16:00 | Brno Alligators | 55 – 0 (7-0 20-0 14-0 14-0) referto | Brno Pitbulls | Sportovní areá Ondreje Sekory (363 spett.)\| Arbitro: \| Kriesman \| |
| Arbitro:                      | Kriesman        |                                     |               |                                                                      |

#### Recuperi 4
| Praga 11 giugno 2016, ore 12:00 | Prague Mustangs | 69 – 0 (14-0 27-0 14-0 14-0) referto | Trutnov Rangers | Motorlet (90 spett.)\| Arbitro: \| Moravec \| |
| Arbitro:                        | Moravec         |                                      |                 |                                               |

| Pardubice 12 giugno 2016, ore 15:00 | Pardubice Stallions 2 | 24 – 21 (7-0 0-7 0-7 17-7) referto | Budweis Hellboys | Letní stadion (150 spett.)\| Arbitro: \| Rybář \| |
| Arbitro:                            | Rybář                 |                                    |                  |                                                   |

#### 6ª giornata
| Trutnov 18 giugno 2016, ore 14:00 | Trutnov Rangers | 7 – 23 (0-0 0-21 7-0 0-2) referto | Pardubice Stallions 2 | Stadion Osvobození (95 spett.)\| Arbitro: \| Kroulík \| |
| Arbitro:                          | Kroulík         |                                   |                       |                                                         |

| Brno 19 giugno 2016, ore 16:00 | Brno Alligators | 42 – 0 (6-0 22-0 7-0 7-0) referto | Znojmo Knights | Sportovní areá Ondreje Sekory (130 spett.)\| Arbitro: \| Rybář \| |
| Arbitro:                       | Rybář           |                                   |                |                                                                   |

| Brno 18 giugno 2016, ore 15:00 | Brno Pitbulls | 16 – 26 (2-14 7-0 0-6 7-6) referto | Přerov Mammoths | Sportovní areá Ondreje Sekory (122 spett.)\| Arbitro: \| Malý \| |
| Arbitro:                       | Malý          |                                    |                 |                                                                  |

| Karlovy Vary 19 giugno 2016, ore 15:00 | Karlovy Vary Warriors | 6 – 39 (0-16 0-3 0-7 6-13) referto | Prague Mustangs | Drahovice (130 spett.)\| Arbitro: \| Hubálek \| |
| Arbitro:                               | Hubálek               |                                    |                 |                                                 |

### Classifiche
Le classifiche della regular season sono le seguenti:
- PCT = percentuale di vittorie, G = partite giocate, V = partite vinte,  P = partite perse, PF = punti fatti, PS = punti subiti

#### Západ
| Pos. | Squadra               | PCT  | G | V | N | P | PF  | PS  |
| ---- | --------------------- | ---- | - | - | - | - | --- | --- |
| 1    | Budweis Hellboys      | .833 | 6 | 5 | 0 | 1 | 182 | 46  |
| 2    | Pardubice Stallions 2 | .833 | 6 | 5 | 0 | 1 | 145 | 76  |
| 3    | Prague Mustangs       | .667 | 6 | 4 | 0 | 2 | 168 | 53  |
| 4    | Karlovy Vary Warriors | .167 | 6 | 1 | 0 | 5 | 26  | 179 |
| 5    | Trutnov Rangers       | .000 | 6 | 0 | 0 | 6 | 14  | 181 |

#### Východ
| Pos. | Squadra         | PCT   | G | V | N | P | PF  | PS  |
| ---- | --------------- | ----- | - | - | - | - | --- | --- |
| 1    | Brno Alligators | 1.000 | 6 | 6 | 0 | 0 | 208 | 13  |
| 2    | Znojmo Knights  | .500  | 6 | 3 | 0 | 3 | 77  | 85  |
| 3    | Přerov Mammoths | .500  | 6 | 3 | 0 | 3 | 61  | 122 |
| 4    | Brno Pitbulls   | .000  | 6 | 0 | 0 | 6 | 19  | 145 |

## Playoff

### Tabellone
|  | Semifinali | Semifinali       | Semifinali |                 |    | IV Bronze Bowl | IV Bronze Bowl | IV Bronze Bowl |  |
|  |            |                  |            |                 |    |                |                |                |  |
|  | 1Z         | Budweis Hellboys | 14         |                 |    |                |                |                |  |
|  | 1Z         | Budweis Hellboys | 14         |                 |    |                |                |                |  |
|  | 2V         | Znojmo Knights   | 34         |                 |    |                |                |                |  |
|  | 2V         | Znojmo Knights   | 34         |                 | 2V | Znojmo Knights | 6              |                |  |
|  |            |                  |            |                 | 2V | Znojmo Knights | 6              |                |  |
|  |            |                  | 1V         | Brno Alligators | 81 |                |                |                |  |
|  | 1V         | Brno Alligators  | 1V         | Brno Alligators | 81 | 55             |                |                |  |
|  | 1V         | Brno Alligators  |            |                 |    |                |                |                |  |
|  | 3Z         | Prague Mustangs  | 14         |                 |    |                |                |                |  |

### Semifinali
| České Budějovice 2 luglio 2016, ore 16:00 | Budweis Hellboys | 14 – 34 (0-7 0-13 7-7 7-7) referto | Znojmo Knights | JČU (94 spett.)\| Arbitro: \| Malý \| |
| Arbitro:                                  | Malý             |                                    |                |                                       |

| Brno 3 luglio 2016, ore 16:00 | Brno Alligators | 55 – 14 (20-7 12-0 16-7 7-0) referto | Prague Mustangs | Sportovní areá Ondreje Sekory (280 spett.)\| Arbitro: \| Moravec \| |
| Arbitro:                      | Moravec         |                                      |                 |                                                                     |

### IV Bronze Bowl
| Brno 16 luglio 2016, ore 16:00 | Brno Alligators | 81 – 6 (28-0 22-6 14-0 17-0) referto | Znojmo Knights | Sportovní areá Ondreje Sekory (650 spett.)\| Arbitro: \| Moravec \| |
| Arbitro:                       | Moravec         |                                      |                |                                                                     |

## Verdetti
- Brno Alligators Vincitori della Česká 3. Liga Amerického Fotbalu 2016